# Orličky
Orličky är en ort i Tjeckien.   Den ligger i regionen Pardubice, i den östra delen av landet, 160 km öster om huvudstaden Prag. Orličky ligger 623 meter över havet och antalet invånare är 279.
Terrängen runt Orličky är lite kuperad. Runt Orličky är det ganska tätbefolkat, med 60 invånare per kvadratkilometer. Närmaste större samhälle är Lanškroun, 14,1 km söder om Orličky. Omgivningarna runt Orličky är en mosaik av jordbruksmark och naturlig växtlighet.